# Andante favori

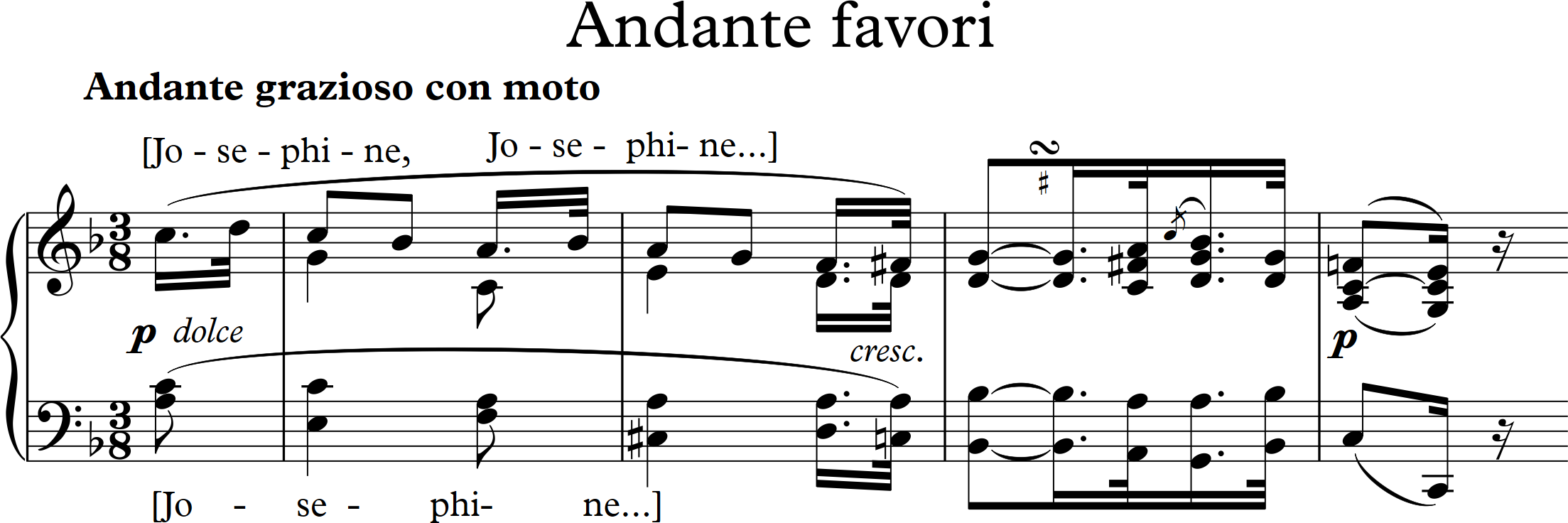
Andante favori

Das Andante für Klavier (F-Dur) WoO 57, genannt Andante favori, ist ein Stück für Klavier solo von Ludwig van Beethoven. Das Werk mit der Tempobezeichnung Andante grazioso con moto hat eine Spieldauer von ca. neun Minuten.

## Geschichte
Entstanden ist das Stück um 1803/04. Es war ursprünglich geplant als Mittelsatz der Klaviersonate Nr. 21, der Waldstein-Sonate, die Beethoven seinem Freund und Förderer Ferdinand Ernst von Waldstein-Wartenberg gewidmet hat. Der Beiname Andante favori geht laut Carl Czerny auf Beethoven selbst zurück, der das Andante „wegen seiner Beliebtheit (wenn es Beethoven häufig in Zirkeln spielte)“ so genannt haben soll.
Ferdinand Ries, Schüler und eine Zeitlang Sekretär Beethovens, schreibt in einer Notiz: „Ein Freund Beethoven’s äußerte ihm, die Sonate sei zu lang, worauf dieser von ihm fürchterlich hergenommen wurde. Allein ruhigere Ueberlegung überzeugte meinen Lehrer bald von der Richtigkeit der Bemerkung. Er gab nun das große Andante in F dur, 3/8 Tact, allein heraus und componirte die interessante Introduction zum Rondo, die sich jetzt darin findet, später hinzu.“ Den ursprünglichen Mittelsatz veröffentlichte Beethoven 1805 separat im Kunst- und Industriekonto, Wien.
Ab dem Jahr 1804 entwickelte sich zwischen Beethoven und der (inzwischen verwitweten) Gräfin Josephine Deym eine leidenschaftliche Liebesbeziehung, was zahlreiche Liebesbriefe aus jener Zeit belegen. 1805 schenkte Beethoven Josephine den Autograph des Andante grazioso con moto als musikalische Liebesbotschaft. Die Musikwissenschaftlerin Christine Eichel schreibt wie folgt darüber:
Josephine wird diese Botschaft dennoch verstanden haben:
Diese Musik fungiert als Postillon d’amour. Mit den fast stammelnden Worten: „hier Ihr – Ihr Andante“, überreicht Beethoven ihr ein ‘dolce’, also zart und süß zu spielendes Liebesbekenntnis voller Seufzermotive. Mühelos kann Josephine ihren eigenen Namen im punktierten Vier-Ton-Motiv wiedererkennen. Jo-se-phi-ne wispert es ihr entgegen, immer wieder, in verschiedenen Beleuchtungen, Tonlagen und Tempi, von Verzierungen umspielt, in Variationen versteckt.
Auffallend ist gleich in Takt dreizehn ein eigentümlich taumelndes Hin und Her in Sekundschritten: achtmal hintereinander ereignet sich diese G-E-F-Tändelei, die entfernt an die E-Dis-E-Girlanden in ‘Für Elise’ erinnert. Und natürlich wiederholt sich das Wechselspiel noch mehrfach. Doch dies ist kein amüsantes Kabinettstückchen. Fast scheint es, als liebkose Beethoven seine Josephine mit Tönen.  Ein zärtlicher Schleier liegt über dem ‘Andante’, auch eine ungeheure Behutsamkeit. Diese Musik bedrängt nicht, sie ist ein sanftes, wenngleich nachdrückliches Werben. So komponiert ein Mann, der sich in Rücksicht übt. Offenbar will Beethoven Josephine nicht überwältigen, nur musikalisch offenbaren, was er ihr bereits in Worten gestanden hat.
Später hatte Beethoven von Gräfin Josephine Deym das Manuskript, das er ihr geschenkt hatte, zurückgeborgt, um es von Ries für den Druck abschreiben zu lassen.

## DasAndante favoriim Film
Das Andante favori begleitet eine Schlüsselszene in der BBC-Miniserie Stolz und Vorurteil von 1995 nach dem gleichnamigen Roman von Jane Austen. Als Darcys Schwester Georgiana das Stück am Piano spielt, treffen sich die Blicke von Darcy und Elizabeth, und ihre Geschichte nimmt eine Wende. In der ausgewählten Passage moduliert die Musik von F-Dur nach Des-Dur und wieder zurück. Carl Davis, der für die Filmmusik verantwortlich war, spielte für einige Darsteller die Klavierstücke ein. Das Andante favori wurde jedoch von Emilia Fox, die als Georgiana ihr Schauspieldebüt vor der Kamera gab, selbst gespielt. Fox war u. a. deswegen für die Rolle ausgewählt worden, weil sie eine gute Klavierspielerin ist.
Alice Sara Ott spielt in dem Film Lara von Jan-Ole Gerster eine Passage aus dem Andante favori.